# Peña Ranero
Peña Ranero o Pico o picón del Carlista (en el catálogo oficial de cimas figura como "Pico del Carlista) es un monte situado en Vizcaya, País Vasco, y Cantabria, en España. Tiene 721 m s. n. m. y una prominencia de 149 m. Es la cumbre más alta del llamado macizo de Ranero, una mole de caliza arreficial urgoniana (aptense del cretácico inferior) que se ubica por encima de la Concha de Carranza, un impresionante desfiladero abierto por el río Carranza, afluente del Ansón, entre esta peña, situada al norte, y Peña del Mazo de 823 m s. n. m., justo en el límite entre Vizcaya y Cantabria. El macizo, que forma parte del Parque natural de Armañón, continúa mediante suaves lomas, hasta entroncar con el Armañón (la máxima altura de la zona) y el macizo kárstico de los Jorrios.

## Descripción
El entorno está formado por un paisaje kárstico muy abrupto; está cubierto por un lapiaz con decenas de dolinas y donde se han catalogado más de 200 cavidades, entre ellas la Torca del Carlista, la cavidad subterránea más grande de Europa y tercera del mundo, y está entre los mayores volúmenes subterráneos del mundo; la cueva de Pozalagua, famosa por sus estalactitas excéntricas, en forma de flor, segunda en el mundo por su concentración (las mayores son unas cuevas australianas); y la de Venta Laperra, relevante por sus pinturas rupestres. 
En la parte sur, sobre la concha de Carranza, hay algunas vías de escalada interesantes con itinerarios de más de un centenar de metros. Sobre el desfiladero está el mirador de "El mirón", desde donde se aprecia una excelente panorámica sobre el área de la Venta Laperra.

### La cumbre
En torno a una hoyada se ubican tres cumbres de altura similar: la del noroeste tiene una altura de 722 m s. n. m., la del oeste 721 m s. n. m. y la ubicada al sur también 721 m s. n. m. (en el mapa de la Diputación Foral de Vizcaya (1:5.000) la señala en 724,36 m s. n. m.). En esta se hallan los buzones, uno antiguo y roñado y otro más moderno, que colocó el grupo de montaña Karrantza Mendi Taldea. 
Hay una discrepancia en cuanto al límite entre Vizcaya y Cantabria. El Instituto Geográfico Nacional señala que las tres cumbres quedan en suelo cántabro, mientras que la Diputación Foral de Vizcaya hace pasar el ímite por las cumbres norte y sur, dejando la que se ubica al noroeste en Cantabria.

## Rutas de ascenso
Pozalagua
Desde la entrada de la cueva de Pozalagua, a 426 metros de altitud, se parte por un sendero en dirección al portillo de Valseca o de Ranero, que se ya se encuentra a 657 metros. Yendo hacia la derecha se alcanza la cima mediante un pequeño rodeo. Un poco más al sur se halla la entrada a la Torca del Carlista y el Salto del Pollo, donde se encuentra el mirador de El Mirón, a 674 metros de altura. 
Ranero 
Desde el pequeño núcleo urbano de Ranero, a 365 m s. n. m., se toma un camino hacia el noreste que conduce hasta la base del monte Surbias. De allí se gana el cordal divisorio en el portillo anexo a El Cueto, que nos sitúa a una altura de 607 m. Por la cresta se alcanza la cima del Mazarredonda (que tiene 669 m s. n. m.) y de allí a La Espina, ganando los 679 m. Se desciende al portillo Valseca o Ranero del que alcanzamos la cima de Peña Ranero.
Gibaja 
Saliendo de Gibaja en dirección este por una pista hormigonada que se abandona en la primera bifurcación a la derecha que cruza prado y una plantación de eucaliptos que pasamos para llegar a una pequeña casa, punto en el que se tuerce a la izquierda, accedemos a otro pequeño bosque de eucaliptos. Se va ganando altura buscando los faldones calizos. La ruta cruza un encinar hasta la base de la pared en que se convierte en un nítido sendero que sale de la zona arbolada que nos sitúa en el Hoyo Lantón, donde ya se aprecian los desplomes del desfiladero del río Carranza.
Por una empinada ladera se accede a la Peña Gibaja o Encinalacorba, de donde se avanza hacia el núcleo de Ranero (hay posibilidad de ir por otras sendas más elevadas) atravesando un encinar y la collada de las Campas.
Desde la collada de las Campas se puede atravesar la vaguada o dar un rodeo por la derecha, pasando, en ambos casos, al lado de un gran tejo, viendo al fondo las marismas del río Asón. Por la ruta de Gran Recorrido GR-123 se llega al portillo de Valseca o Ranero y de allí a la cumbre.
Tiempos de acceso
- Pozalagua (45 minutos)
- Ranero (1 hora 30 minutos)
- Gibaja (2 horas 30 minutos )